# Râul Aliaga
Râul Aliaga (în rusă Алияга, în ucraineană Аліяга) este un râu din bazinul Dunării care străbate partea de sud-vest a Regiunii Odesa din Ucraina. 

## Date geografice
Are o lungime de 65 km și o suprafață a bazinului de 467 km². Râul Aliaga izvorăște dintr-o zonă aflată la 4 km de orașul Tarutino (Raionul Tarutino), curge pe direcția sud, trece pe teritoriul raioanelor Arciz și Chilia și se varsă în Lacul Chitai, în dreptul localității Enichioi. 
În partea superioară străbate o vale cu lățime de 2.8 km din Podișul Podoliei și apoi se varsă printr-un canal cu lățimea de 8-12 m în lacul Chitai, în zona de șes a Câmpiei Dunării. În dreptul satului Selioglu, se unește cu afluentul său, râul Tașlâc.
În sezonul de vară, debitul său scade foarte mult. Apele sale sunt folosite pentru irigații. Datorită faptului că apa este sărată, ea este improprie consumului casnic. Pe Aliaga și afluenții săi au fost construite mai multe baraje și rezervoare de mici dimensiuni.
Principalele localități traversate de râul Aliaga sunt satele Catzbach, Ferșampenuazul-Mic, Deleni și Glăvani.  